# Mindy Kaling
Mindy Kaling (født 24. juni 1979) er en amerikansk skuespiller, stand-up-komiker, manuskriptforfatter og producer af indisk herkomst, bedst kendt for sin rolle som Kelly Kapoor i komedieserien The Office, som hun også er producer og manuskriptforfatter på. Hun er også kendt for hovedrollen i The Mindy project, som hun samtidig er manuskriptforfatter og instruktør på.

## Filmografi
- Ocean's 8 – 2018